# SN 1966L
SN 1966L – supernowa odkryta 19 grudnia 1966 roku w galaktyce MCG +06-03-19. W momencie odkrycia miała maksymalną jasność 17,60m.